# Agria (Griekenland)
Agria (Grieks: Αγριά) is een deelgemeente (dimotiki enotita) van de fusiegemeente (dimos) Volos, in de Griekse bestuurlijke regio (periferia) Thessalië.
Agria ligt in het voormalige departement Magnesia en telt 6112 inwoners.

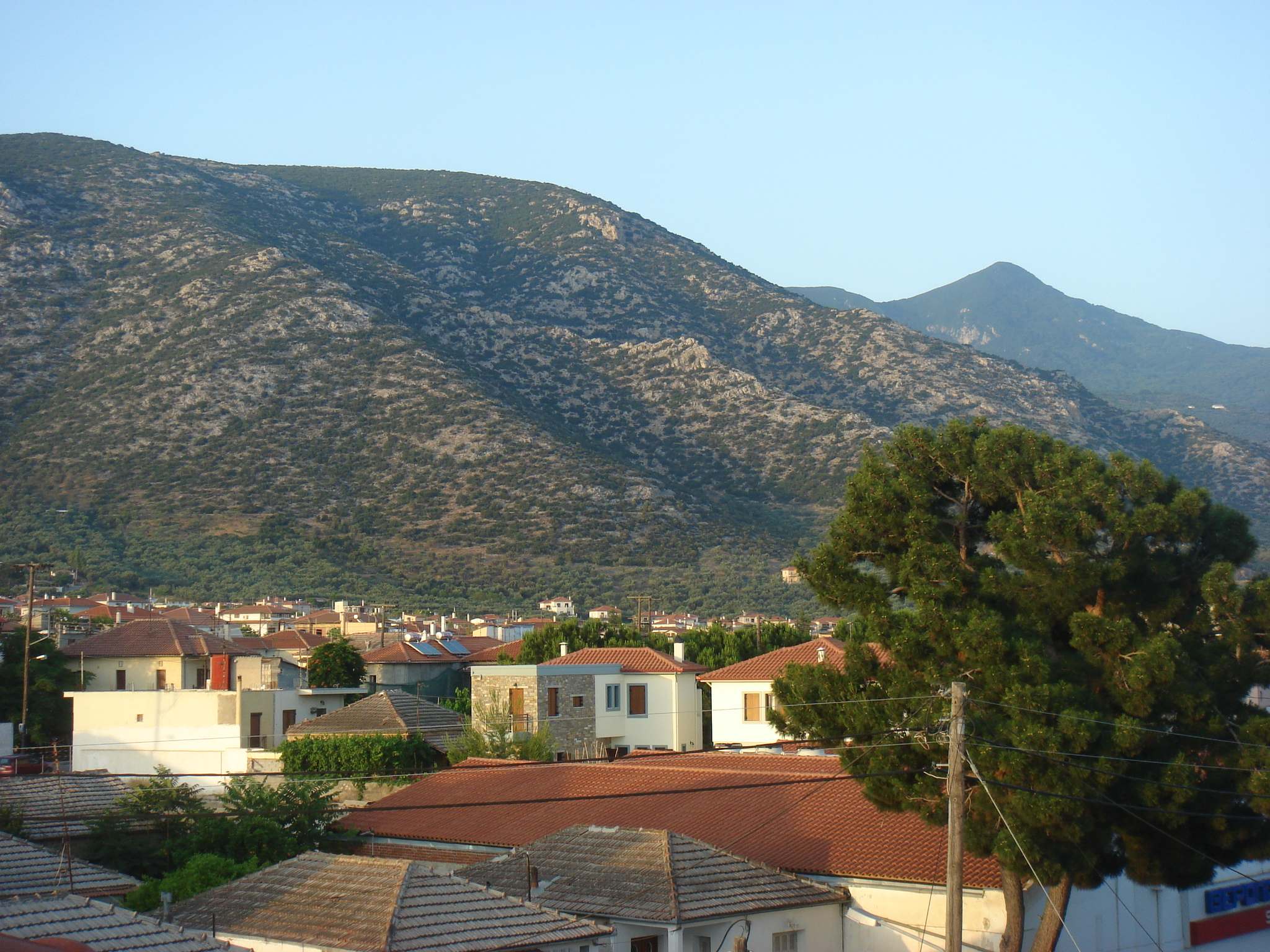
Agria
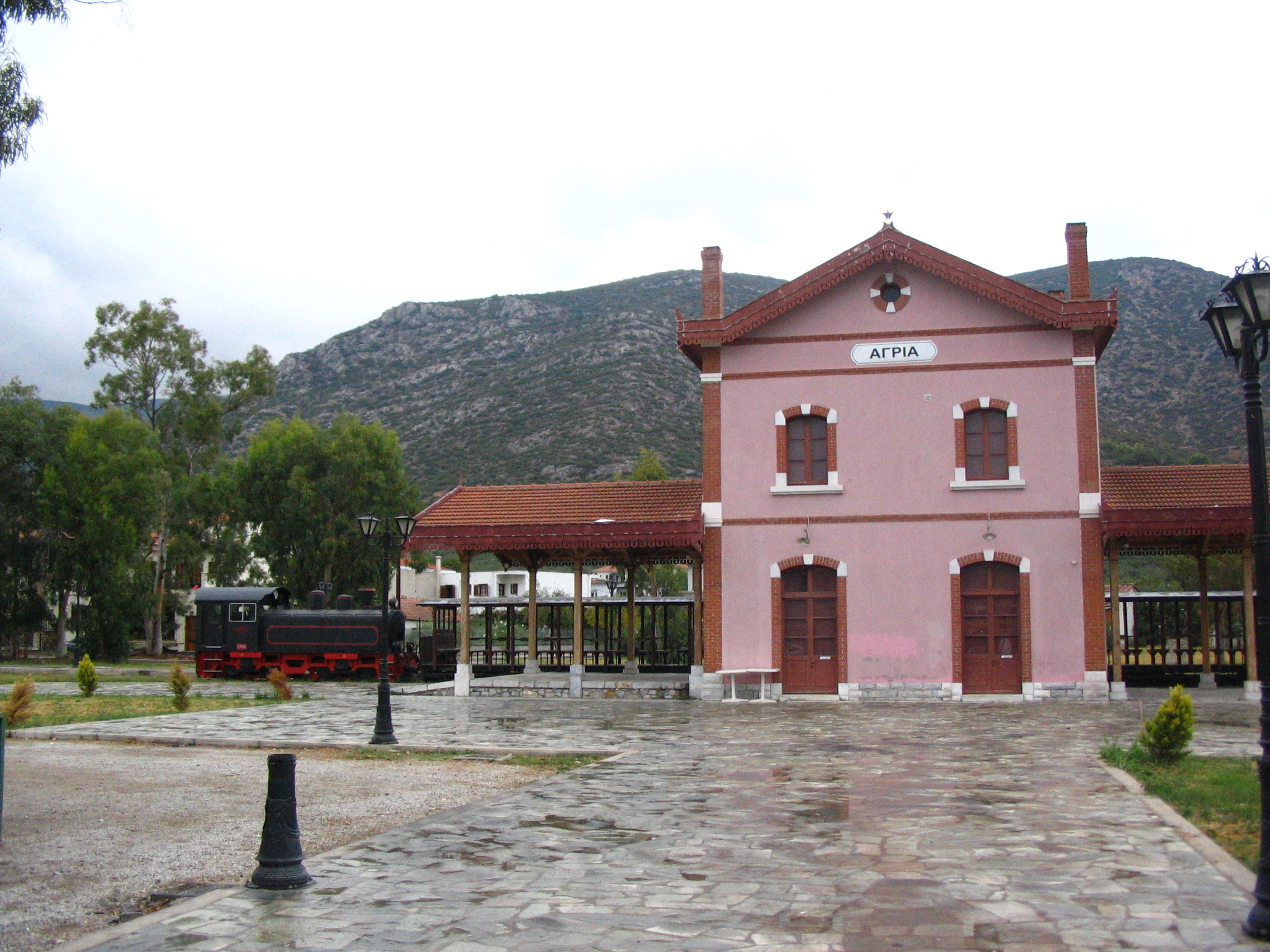
Station van Agria
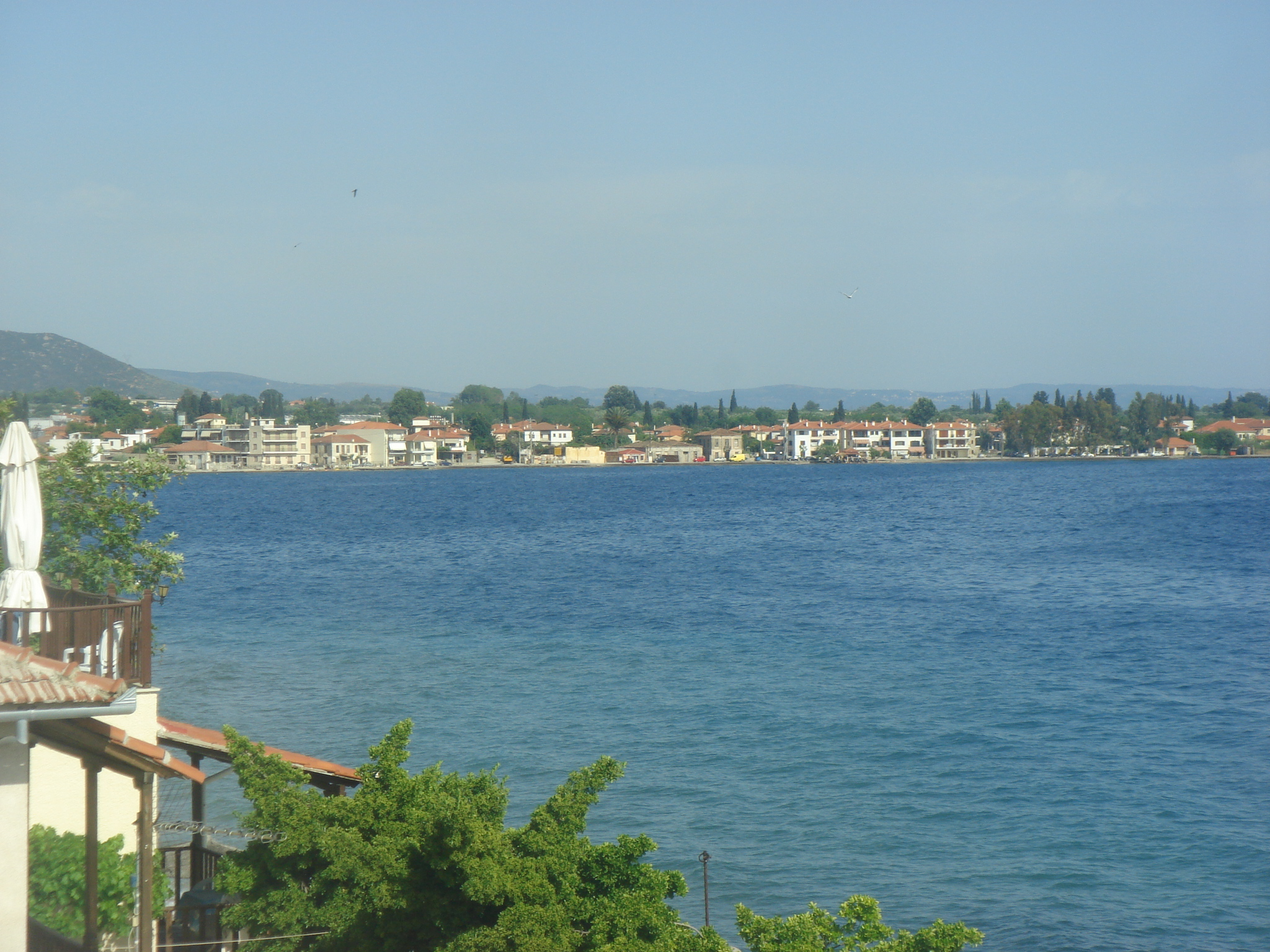
Uitzicht op Agria